# Колібрі-сапфір синьоголовий
Колі́брі-сапфі́р синьоголовий (Chrysuronia grayi) — вид серпокрильцеподібних птахів родини колібрієвих (Trochilidae). Мешкає в Колумбії і Еквадорі. Раніше вважався конспецифічним з панамським колібрі-сапфіром.

## Опис

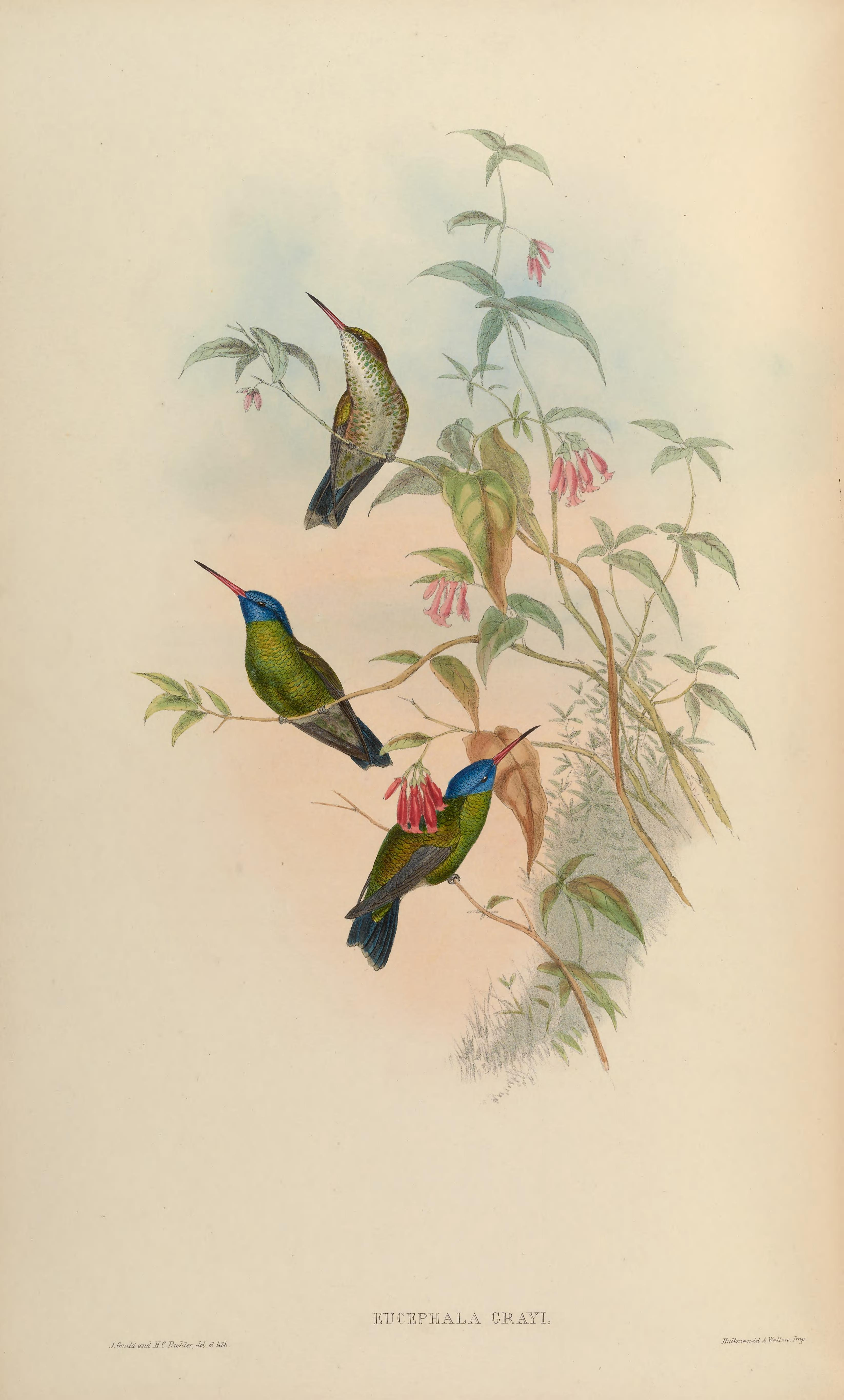
Синьоголові колібрі-сапфіри

Довжина птаха становить 8-11 см, самці важать 6,2-6,8 г, самиці 4,6-5,6 г. У самців верхня частина горла, обличчя і тім'я яскраво-сині, потилиця темно-синьо-зелена, решта верхньої частини тіла металево-зелена. Хвіст темно-сталево-синій. Нижня частина горла, груди і верхня частина живота смарагдово-зелені, блискучі, на нижній частині живота невелика біла пляма. Нижні покривні пера хвоста металево-зелені з темно-синіми краями. Дзьоб прямий, коралово-червоний з чорним кінчиком, довжиною 22 мм.
У самиць верхня частина тіла металево-зелена або бронзово-зелена, хвіст синювато-чорний, біля основи бронзово-зелений, крайні стернові пера мають сіруваті кінчики. Нижня частина тіла тьмяно-білувата або сірувато-біла, горло і груди з боків бронзово-зелені, на нижній частині горла кілька зелених плям. Дзьоб зверху чорний, біля основи червоний, знизу переважно рожевий з чорним кінчиком. У молодих самців обличчя і тім'я тьмяно-синьо-зелені, горло і груди бронзово-зелені, живіт сірувато-білий. Молоді самиці мають подібне, однак загалом більш тьмяне забарвлення з бронзовим відтінком.

## Поширення і екологія
Синьоголові колібрі-сапфіри мешкають у міжандійських долинах на заході Колумбії (на південь від Вальє-дель-Каука) і в Еквадорі (на південь до Пічинчи). Вони живуть в сухих чагарникових заростях, на узліссях сухих і вологих гірських тропічних лісів та на полях. Зустрічаються переважно на висоті від 500 до 2000 м над рівнем моря, місцями на висоті до 2600 м над рівнем моря. Живляться нектаром різноманітних квітучих чагарників і дерев, а також комахами, яких ловлять в польоті або збирають з рослинності. Агресивно захищають кормові території. Сезон розмноження у синьоголових колібрі-сапфірів триває з листопада по квітень.